# August Grün
August Grün (Schwäbisch Hall, 10 de junho de 1847 – 15 de março de 1915) foi um engenheiro de pontes alemão.

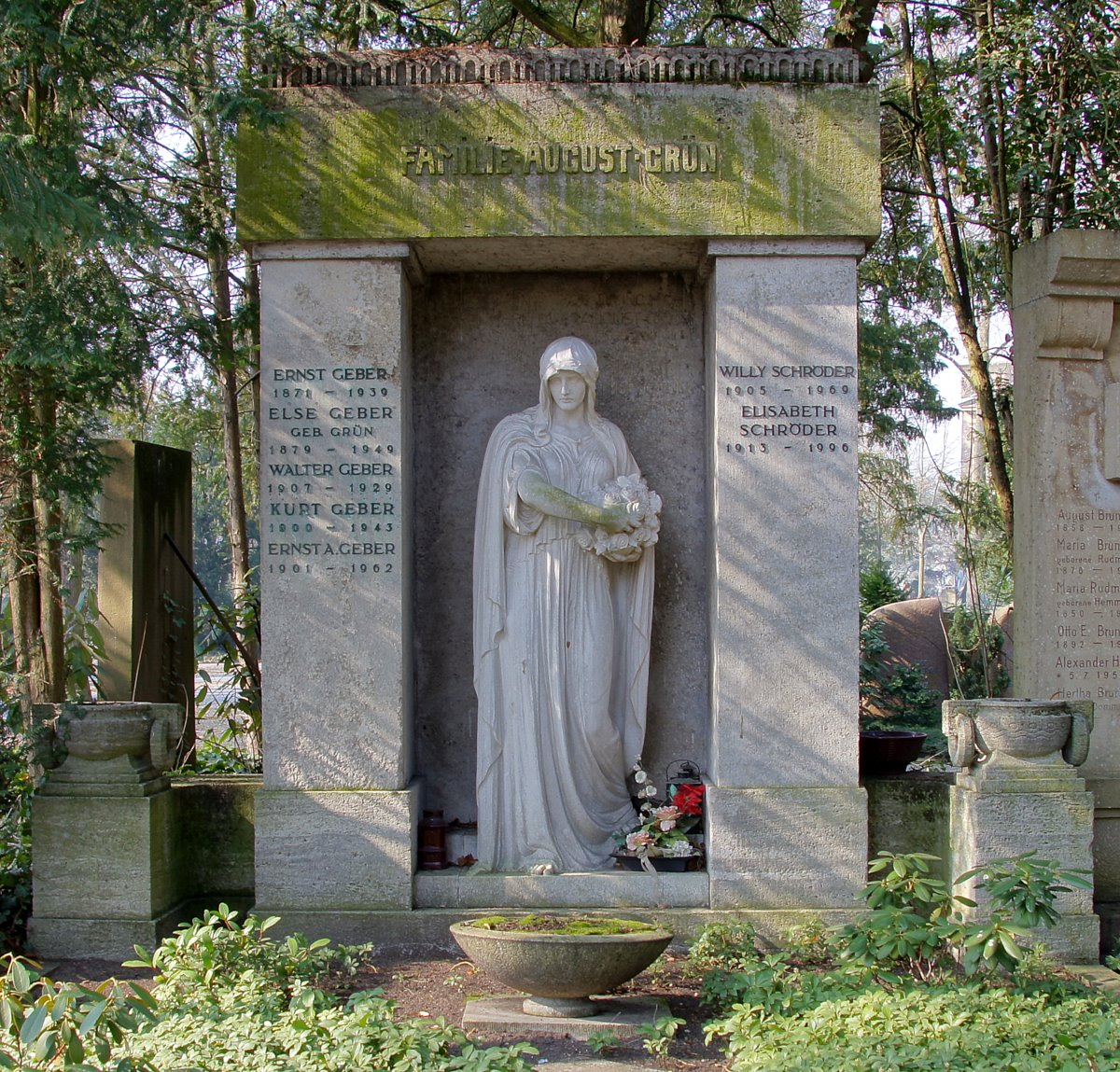
Sepultura da família Grün em Mannheim

Por suas realizações em construção de pontes recebeu em 1891 do grão-Duque de Baden Frederico I a Ordem do Leão de Zähringer de primeira classe. Em 1910 recebeu um doutorado honoris causa da Universidade Técnica de Darmstadt.
Foi casado com Elise Brehm (1854–1915). Sua sepultura no Hauptfriedhof Mannheim é uma edícula de muschelkalk.